# Diana El Jeiroudi
Diana El Jeiroudi (en arabe ديانا الجيرودي, alias Diana Aljeiroudi), née le 15 janvier 1977 à Damas (Syrie) est une réalisatrice de film indépendant syrienne basée à Berlin. Elle est aussi productrice et a co-fondé le DOX BOX Festival international du documentaire en Syrie et le DOX BOX e. V. association à but non lucratif en Allemagne, est une réalisatrice syrienne.

## Biographie
El Jeiroudi est diplômée en lettres et sciences humaines de l'université de Damas, en Syrie. De 1998 à 2002, El Jeiroudi travaille dans le marketing et la publicité, pour des agences internationales réputées, avant de fonder Proaction Film, une société de production cinématographique indépendante à Damas, avec son partenaire Orwa Nyrabia. El Jeiroudi reçoit également une formation professionnelle en production et distribution de films à l'INA/Sorbonne, en France. 

## Carrière
Après avoir entamé une carrière prometteuse dans le domaine du marketing, El Jeiroudi lance en 2002 une société de production cinématographique avec son partenaire Orwa Nyrabia. Son premier film en tant que réalisatrice est The Pot (2005), un court métrage documentaire expérimental présenté en avant-première au Festival international du film documentaire de Yamagata au Japon, puis projeté dans plus de soixante pays et qui a reçu de nombreux éloges de la critique.
Son deuxième film, Dolls, A Woman from Damascus (2008), est présenté en avant-première au Festival international du film documentaire d'Amsterdam (IDFA) et projeté dans Visions du réel, au Festival international de cinéma méditerranéen (le « CINÉMED »), au Festival international du film documentaire de Copenhague et dans plus de quarante pays à travers le monde.
Son long métrage documentaire de 2021 Republic of Silence fait partie de la sélection officielle de la Mostra de Venise.

## Filmographie partielle

### Au cinéma (réalisation)
- 2005 : The Pot (court métrage, aussi scénariste)
- 2007 : Dolls: A Woman from Damascus (documentaire, aussi scénariste et monteuse)
- 2013 : Morning Fears, Night Chants (comme Salma Aldairy, court métrage documentaire, aussi monteuse et directeur de la photographie)
- 2021 : Republic of Silence (documentaire, aussi scénariste et monteuse)

## Distinctions et récompenses
- El Jeiroudi est la première Syrienne à être jurée au Festival de Cannes en 2014, au premier jury du Prix du film documentaire du  festival. Avec son partenaire Orwa Nyrabia, El Jeiroudi est également la première Syrienne connue à être invitée à devenir membre de l'Académie des arts et des sciences du cinéma en 2017[8].

## Crédit d'auteurs
- (en) Cet article est partiellement ou en totalité issu de l’article de Wikipédia en anglais intitulé « Diana El Jeiroudi » (voir la liste des auteurs).